# Kerry Bishé
Kerry Bishé (1 de maig del 1984) és una actriu estatunidenca coneguda pel seu paper protagonista a la sèrie televisiva de l'AMC Halt and Catch Fire.Va fer el paper de narradora a la temporada final de la comèdia de situació mèdica de l'ABC Scrubs i va protagonitzar la pel·lícula aclamada per la crítica Argo.

## Orígens
Bishé va néixer a Nova Jersey on va assistir a l'acadèmia Montclair Kimberley. El seu pare, Kenneth Bishé, hi ensenyava ciències socials, i s'hi va graduar l'any 2002, anant a estudiar a la Northwestern University.

## Carrera professional
Va anar de gira de forma professional amb Montana Shakespeare in the Parks durant l'estiu de 2004, fent el paper de Julieta a l'obra Romeo i Julieta. També ha aparegut a la producció d'Eugene O'Neill de l'any 2006 The Hairy Ape i al nou muntatge de Roundabout de l'obra de George Bernard Shaw, Pigmalió.
Va debutar a la pantalla l'any 2007, quan va interpretar Sarah Rosen a la producció de baix pressupost The Half Life of Mason Lake. Després d'aparèixer com a extra en l'adaptació cinematogràfica de Sex and the City i The Lucky Ones, i un petit paper a la producció de l'any 2008 The Understudy, va treballar a la pel·lícula dirigida per l'actor de Scrubs Zach Braff, Night Life. Aquesta producció no la va fer popular, però la va introduir a Braff, amb qui més tard va treballar a Scrubs.
Durant l'any 2009 va treballar en papers televisius, amb funcions televisives, apareixent en un episodi de l'adaptació estatunidenca de la sèrie britànica Life on Mars, en un episodi de la sèrie de televisió per cable Royal Pains i un paper principal en una tv-movie que no es va acabar produint, de la sèrie de ciència-ficció Virtuality.
El desembre de 2009 va obtenir el paper principal a la sèrie Scrubs, interpretant a Lucy Bennett, la nova narradora del show, que agafava el relleu de Zach Braff. ABC va cancel·lar la sèrie el 14 de maig de 2010.
Va coprotagonitzar la pel·lícula independent de l'any 2010 Nice Guy Johnny, amb Edward Burns i Mat Bush. Va fer un paper secundari a la pel·lícula de terror de Kevin Smith de l'any 2011 Red State i al drama de Ben Affleck de l'any 2012 Argo. També va coprotagonitzar la pel·lícula independent de l'any 2013, Grand Piano, amb Elijah Wood.
Va protagonitzar el paper de Donna Clark la sèrie televisiva Halt and Catch Fire (2014-2017). Curiosament, el marit del seu personatge en aquesta sèrie l'interpreta Scoot McNairy, qui també feia el paper del seu cònjuge a la pel·lícula Argo.

## Filmografia

### Pel·lícules
| Any  | Títol                           | Paper                          | Notes |
| ---- | ------------------------------- | ------------------------------ | --- |
| 2007 | The Half Life of Mason Lake     | Sarah Rosen                    | |
| 2008 | The Lucky Ones                  | Noia universitària             | |
| 2008 | Sex and the City                | Noia de vint-i-tants que somia | |
| 2008 | The Understudy                  | April                          | |
| 2009 | Motherhood                      | Good Sharing Mom               | |
| 2010 | Nice Guy Johnny                 | Brooke                         | |
| 2010 | Meskada                         | Emily Cordin                   | |
| 2011 | Red State                       | Cheyenne                       | |
| 2011 | Turkey Bowl                     | Kerry                          | |
| 2011 | Newlyweds                       | Linda                          | |
| 2012 | Argo                            | Kathy Stafford                 | - Premi del Screen Actors Guid per la interpretació excepcional en un llarg metratge - Premi del Festival de cinema de Hollywood a la millor interpretació de l'any - Nominada a la millor interpretació per la Phoenix Film Critics Society - Nominada a la millor interpretació per la San Diego Film Critics Society |
| 2012 | The Fitzgerald Family Christmas | Sharon                         | |
| 2013 | Max Rose                        | Annie Rose                     | |
| 2013 | Goodbye World                   | Lily Palmer                    | |
| 2013 | Grand Piano                     | Emma Selznick                  | |
| 2013 | Blue Highway                    | Kerry                          | |
| 2016 | The Ticket                      | Jessica                        | |
| 2018 | How It Ends                     | Meg                            | |
| 2020 | The Evening Hour'               | Lacy Cooper                    | |
| 2021 | Happily                         | Janet                          | |

### Televisió
| Any       | Títol                             | Funció            | Notes                                                    |
| --------- | --------------------------------- | ----------------- | -------------------------------------------------------- |
| 2008      | Night Life                        | Violet            | Pel·lícula de televisió                                  |
| 2009      | Life on Mars                      | Eve Flannery      | 1r episodi: «The Simple Secret of the Note of in Us All» |
| 2009      | Royal Pains                       | Emma Newberg      | 1r episodi: «Strategic Planning»                         |
| 2009      | Virtuality                        | Billie Kashmiri   | Pilot de televisió                                       |
| 2009-2010 | Scrubs                            | Lucy Bennett      | Repartiment principal (9a temporada) 13 episodis         |
| 2011      | Iceland                           | Mackenzie         | Pilot de televisió no produït                            |
| 2014-2017 | Halt and Catch Fire               | Donna Clark       | Repartiment principal 40 episodis                        |
| 2016      | Billions                          | Elise             | Episodi: "Short Squeeze"                                 |
| 2017      | Narcos                            | Christina Jurado  | 5 episodis                                               |
| 2018      | The Romanoffs                     | Shelly Romanoff   | Episodi: "The Royal We"                                  |
| 2020      | Amazing Stories                   | Mary Ann Whitaker | Episodi: The Rift                                        |
| 2020      | Penny Dreadful: City of Angels    | Germana Molly     | Repartiment principal, 10 episodis                       |
| 2022      | Super Pumped: The Battle for Uber | Austin Geidt      | Repartiment principal (temporada 1), 7 episodis          |